# こいびとどうしですることぜんぶ
『こいびとどうしですることぜんぶ』は、Siriusより、2007年11月30日に発売された、アダルトゲーム。通称『こんぶ』。フルプライスの作品としては珍しくヒロインは一人だけであり、告白して交際するのがゴールではなく出発点となっているのが特色であり、「いちゃラブ」ものの良作とみなされている。またシナリオライターの一人である保住圭の代表作でもある。
シリーズとして、2008年5月30日に、ドラマCD『こいびとどうしですることぜんぶ・アンコール』が発売された。

## ストーリー
主人公・遠藤陽介は、ある日、学園史上最高の秀才である園生玖羽に告白し、付き合うこととなる。
人付き合いの苦手な彼女に対し、主人公は一つずつ、手探りで様々なことを教える。

## 登場人物
陽介と航路の声はドラマCD「こいびとどうしですることぜんぶ・アンコール」のもの。本編には男性キャラの音声はない。

### 陽介と玖羽
遠藤 陽介（えんどう ようすけ）
声：P助
主人公。玖羽に告白した張本人。至って普通の男の子だが一人で思考することが多く暴走しやすい。
足は早いほう。一年の時の体育祭で、一番手二番手が倒れ、男女混合二人三脚で玖羽と走れるチャンスが陽介に回ってくる。
生活力は玖羽以上で、同棲した後は玖羽にいろいろ生活の知恵を教える。
教師陣含む全クラスメイトは「遠藤（君）」、春一郎（後述）からは「虫くん」と呼ばれ、結婚後は玖羽から「陽介」、クラスメイトからは「遠藤夫」と呼ばれるようになる。
園生 玖羽（そのお くう）
声：如月葵
身長151cm B98／W58／H84　
陽介から告白を受けた抜群の美貌とスタイルを持ち、学園史上最高の秀才。日記を書く習慣がある。
完璧な才色兼備ぶりのため周囲から一目置かれ、男子からは「高嶺の花」扱いされている。
しかし、生活力はほぼ皆無で、バイトや家事など勉学以外には陽介やつかさたち友人を頼る事が多く、同棲した後はみんなからいろいろ生活の知恵を教えて貰い、機械音痴もこれで克服する。秀才と呼ばれるだけあって理論的な説明なら理解が早い反面、大雑把に感覚でされる説明には弱い。
人付き合いが苦手でいつも無表情だが、遠藤と付き合ううちに少しずつ柔らかい表情を見せ、周囲とも打ち解けていく。
つかさからは「くーりん」（後によしこはんと室井っちゃんからもそう呼ばれ、製作サイドの公称にもなる）教師陣や陽介含むクラスメイトからは「園生（さん）」と呼ばれ、結婚後は陽介からは「玖羽」、クラスメイトからは「遠藤嫁」、教師陣からは結婚後の苗字、「遠藤さん」と呼ばれるようになる。

### 周囲の人々
世良 つかさ（せら つかさ）
声：金田まひる
身長162cm B80／W58／H82　
主人公の悪友で、主人公と玖羽を見守る一人。 玖羽に「くーりん」というあだ名をつけた人物で、 玖羽のことを気に入っている。
実は不動産会社のお嬢様だが定食屋の娘のノリ。
玖羽からは「つかさちゃん」、陽介を始めとするクラスメイトからは「世良（～っち・～さん）」、チカからは普段「つかちー」と呼ばれる。
羽合 航路（はわい こうじ）
声：小次狼
主人公の悪友。苗字が「羽合」であることから、両親からハワイの英才教育を受けている。
本人はそんな両親に呆れているが、時々無性にロコモコやパイナップルを食べたくなるなど、その教育は確実に身に沁みこんでいるらしい。また、両親のハワイ料理メインな食生活のせいで炊事能力は高く、玖羽の料理の先生となった事がある。
クラスメイトは誰一人として「羽合」と苗字を呼ばず、「航路」と、名前を呼ぶ。しかし、玖羽やその父親、園生春一郎（後述）は「ハワイ君」と呼ぶ。
等々力 チカ（とどろき チカ）
声：桜川未央
身長155cm B83／W59／H87　
主人公たちの担任。女教師という雰囲気はまったくなく、むしろ子供っぽく、自分でも学生のノリと言っている。
実は陽介のことが好きなのか色目を使ってくる。つかさとは長い付き合いで、つかさからは歳の離れた友達同士とみられている。
世良不動産の店子で、住んでいる所がいい条件なのか、追出しをネタにつかさから同棲の事実を口止めされている。しかし、内心では本人も陽介たちの交際を応援している。
陽介たちからは「チカ先生」と呼ばれるがつかさからは「チカぽん」「トドちゃん」と呼ばれる。
実は苗字が嫌いで、つかさに「トドちゃん」と言われると「トドちゃんって言うな！」と怒る。
園生 春一郎（そのお しゅんいちろう）
陽介の仕事先である研究所の主任。キャラ名は主任（しゅにん）。玖羽の父親。
あくまでマイペースで、娘の玖羽に対してもやや無関心なきらいがある。大のコーヒー好きだが陽介に唐辛子を擦ったものを出そうとする。
口癖は「○○だよ、それはもうね！」。時々、妻であり、発明会社の経営者である理伊と一緒に仕事をする。天然。
園生 理伊（そのお りい）
某発明会社の社長。玖羽の母親。
玖羽の天然さは父親譲りだが、聡明さと雰囲気は母親譲り。その容姿は立ち絵に出ていないが陽介曰く「パリッっとスーツ着込んだクール系キャリアウーマン風の美人で見た目からして周りとは違うオーラを纏っている」らしい。
ドラマCDのサイドBではナレーターもしている。
高松 美子（たかまつ よしこ）
声：緒田マリ
キャラ名は「よしこはん」。音声はあるものの顔のグラフィックはない。
家庭菜園を趣味としており、本編では肥料の安売りのため、玖羽に掃除当番を代わってもらう。
同棲を始めた陽介と玖羽に胡瓜とプチトマトの苗木を与えたものの、二学期末になって初めて二人の同棲の事実を知った。
ドラマCDでは玖羽の制服の第二ボタンをつかさと室井っちゃん（後述）とで取り合おうとしていたらしい。
クラスメイトのキャラ位置ながら本名が判っているのは、よしこはんだけである。
全クラスメイトから「よしこはん」と呼ばれている。ただ、つかさからは一度だけふざけて「よち子」、一学期内は玖羽から苗字で呼ばれる。
室井っちゃん（むろいっちゃん）
声：緒田マリ
よしこはんと行動を共にする女子生徒。音声はあるものの顔のグラフィックはない。
基本、賑やか師。文化祭でもケーキを作る、と言い出すほどの甘いもの好き。
よしこはんと同じく、二学期末まで同棲の事情は知らない。
ドラマCDでは玖羽の制服の第二ボタンをつかさと、よしこはんとで取り合おうとしていたらしい。
渡辺（わたなべ）
前年度と同じく陽介と玖羽のクラスメイト。足は陽介よりも早い。
一年の時の体育祭で、男女混合二人三脚で玖羽と出場予定が急な腹痛で玖羽と一緒に走り損ねた。

## スタッフ
- 原画：ミヤスリサ
- シナリオ：田中一郎、保住圭[3]
- 音楽：ナータリオン
- アートディレクション：matsuNe（ALICE FROM JAPAN）
  - 主題歌：『こいびと★アクセント!!』 - Vo.fripSide NAO project!

## 関連商品

### カードゲーム
Lycee
シルバーブリッツのカードゲーム、Lyceeに参戦している。収録エキスパンションは、VisualArt's5.0など。

## 反響
シナリオライターの一人である保住圭によると、ゲーム全体の物語というよりは、付き合った後のヒロインとの様子がかわいいという反応が大きかったという。また、保住はアダルトゲーム業界においても『こんぶ』の人と認識されるようになり、恋愛描写に関する信頼性を持たれたのは本作がきっかけではないかと分析している。

### 評価
| レビュアー     | 点数 |
| -------------- | ---- |
| KAZ            | 7点  |
| りんりん       | 7点  |
| ろりぽん       | 6点  |
| 絵路野オタロー | 7点  |

アダルトゲーム雑誌「メガストア」の2008年2月号に掲載されたクロスレビューの結果は表のとおり。
このうち、KAZとりんりん、ろりぽんの3人は、感情表現が不器用な玖羽を好きになれるか否かが評価の分かれ目だとしている。
本作は、主人公とヒロインがサブキャラクターたちから応援されながら、ひたすらバカップルをする物語を描いたもので、「いちゃラブ」ものの良作とされている。『エロゲー文化研究概論』を著した宮本直穀は、制作者/ユーザーの中には「あ、そういうのってありなんだ!?」と気付いた人もいただろうと推測している。
アダルトゲームは元来、裏読みのいらない一直線なポルノであった。そこへ、心の裏を描くドラマや、複数ヒロインを攻略するためのパラレルな分岐が導入されたことで、キャラクターの恋愛感情にメタレベルの不確実さが生じるようになり、プレイヤーは、ヒロインが主人公（自分）に対して抱く感情に確信を持てなくなっていった。宮本は、例えばツンデレは「逆にいえばその隠している好意は本物ってことだな」という保証であり、ヤンデレも「心を壊すくらいなんだから、その愛は本物ってことだな」という保証の演出であると説明している。
その上で宮本は、それらへのアンチテーゼとして本作の生まれる余地があったと考察しており、「そもそも複数のヒロインにコナをかけるようなことをしない、自分の気持ちを裏切るような言葉にすがらない、自分や恋人につながる人々をないがしろにしない……」というコンセプトがちゃんとした物語になったことには驚きがあったと評している。